# Katten i hatten
Katten i hatten (originaltitel The Cat in the Hat) är en barnbok skriven och illustrerad av Dr. Seuss, utgiven på originalspråket 1957. Boken handlar om två barn som är ensamma hemma och har tråkigt när en katt med en magisk hatt plötsligt dyker upp och underhåller dem.
En filmatisering av boken gjordes 2003 och fick den svenska titeln Katten.
En datoranimerad film baserad på boken är planerad att ha biopremiär i februari 2026.
En andra bok, The Cat in the Hat Comes Back, utkom 1958.